# 明德馬皇后

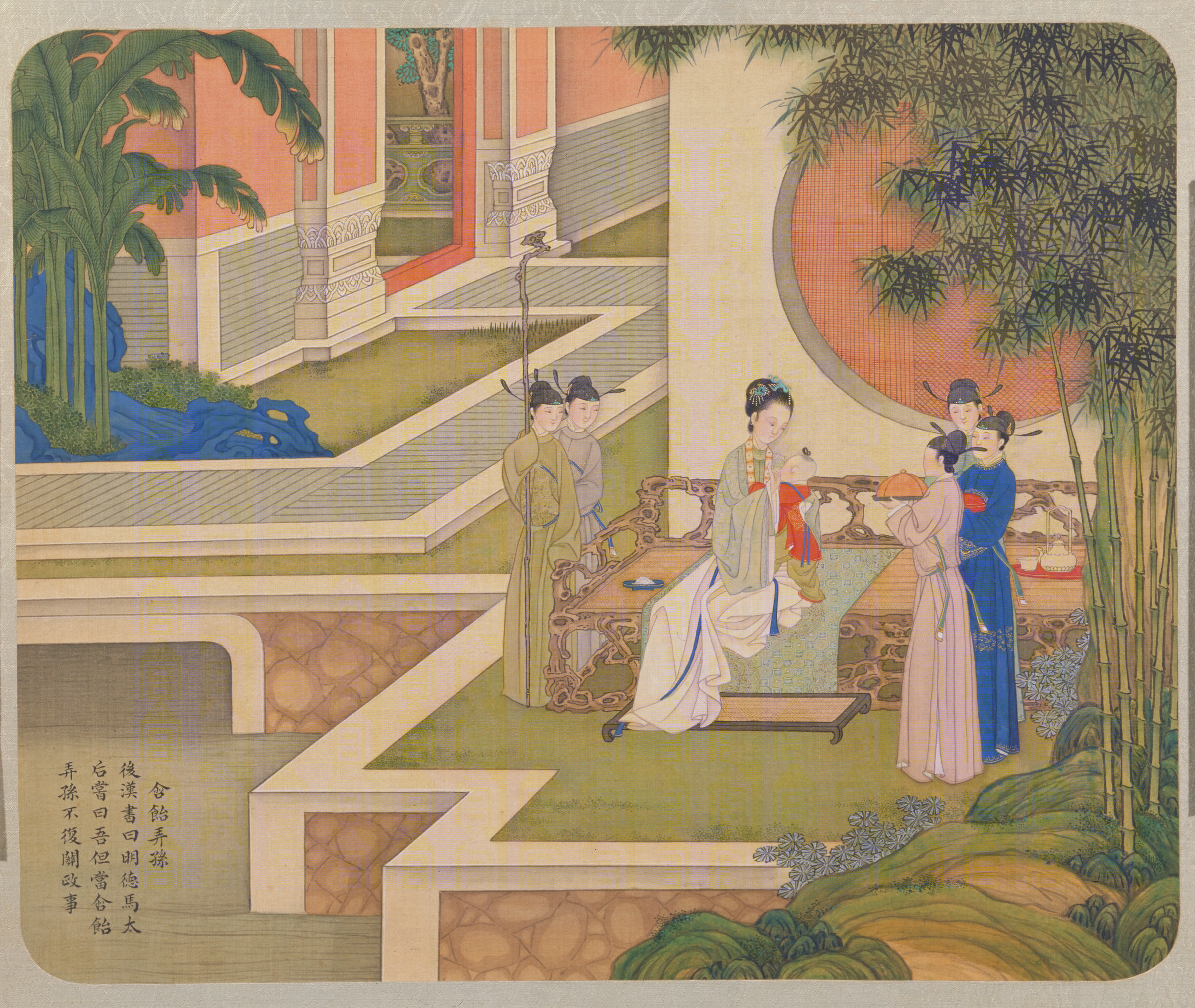
清 焦秉貞《歷代賢后故事圖冊》含飴弄孫

明德皇后（40年—79年8月16日），伏波将军马援小女，母蔺氏，名不詳，汉明帝刘庄的皇后，撰《顯宗起居注》。

## 家世
马援随刘秀征战，立下大功，被封为新息侯。马援为人正直清廉，不懂讨好皇亲国戚，得罪了光武帝刘秀的女婿梁松和窦固等。那些权贵子弟心怀愤恨，趁马援病亡（时为49年），一状告到刘秀面前，诬告马援掳掠民间珍宝。刘秀勃然大怒，追缴马援的新息侯印绶，也不许他入葬从前的高档墓地。蔺氏为亡夫申辩，刘秀允许把他葬回祖坟。可是马氏家族地位却大不如从前。
马援生前得罪的权贵太多，如今见他死去，都来欺负孤儿寡母。其兄马客卿又在此时早夭，蔺氏又悲伤过度，于是家事便让马氏来主持。她当时才十岁，可却已经精明能干，处理事务井井有条。
马家失势，原本与马家定亲的人也纷纷给以势利眼，马氏的堂兄马严不忿，取消马家三姐妹的婚姻。三姐妹的年龄都在当时的选妃标准里，当时太子刘莊诸王皇子都没有正妃，马严便希望能让堂妹们成为诸王姬妾。于是在建武二十八年（52年），十三岁的马氏被选中，入了太子宫。

## 宫中生活
马氏品行高尚，孝顺温和，立刻获得了太子劉莊的专宠。但马氏始终没有生育，她只好另找年轻侍女给太子侍寝。但她没有嫉妒，反而对那些女子嘘寒问暖，照顾备至。建武中元二年（57年），光武帝刘秀逝世，太子刘莊即位，是为汉明帝，马氏被封为贵人。
马氏的外甥女贾贵人生下明帝第五子刘炟。因马贵人无子，明帝就把刘炟交给马贵人抚养。马贵人尽心抚育，对养子宽爱慈和，刘炟虽非她亲生，但犹如亲子。
马贵人虽然得宠，但她毕竟没有生儿育女，立后之路困难重重，而且当时後宫还有一位阴贵人，是明帝的表妹，太后的侄女。

## 母仪天下
永平三年，皇太后阴丽华下旨，说马贵人德冠后宫，宜立为后，于是马贵人成为皇后，养子刘炟也成为皇太子。马皇后性格节俭，有美德，明帝十分敬重。马皇后虽然无子，与明帝始终夫妻恩爱，並於明帝死後撰成《顯宗起居注》，紀錄明帝生前言行。
永平十八年，明帝逝世，太子刘炟即位，是为汉章帝，养母马皇后被尊为皇太后，而生母贾贵人毫未尊封。不但如此，章帝仅仅只对马氏家族封以侯爵，在马太后生前对贾氏家族毫无封赏。建初四年（79年）六月癸丑（8月16日），四十多岁的马太后病逝于长乐宫，忠和純淑曰德，谥曰明德皇后。同年七月壬戌（8月25日），她与明帝合葬于显节陵。

## 兄弟姊妹

### 兄長
长兄马廖，官至卫尉，以其妹马皇后故，封顺阳侯，卒谥安侯。
仲兄马防，官至车骑将军，封翟乡侯。
三兄马光，官至太仆，封许侯。
季兄马客卿，早逝。

### 姊姊
姊姊未著其名，记有二位；马皇后姊妹三人曾同时被堂兄马严推荐参选掖庭：
異母姊马姜：嫁贾复之子贾武仲，育有四女，长女和次女为汉明帝贵人。有认为其中一位贾贵人即为明德皇后养子之生母贾贵人。
姊马氏：年长马皇后兩岁。
姊馬氏：年长马皇后一岁。

## 延伸阅读
[在维基数据编辑]
 《後漢書/卷10上》，出自范晔《後漢書》
 《東觀漢記》
 在维基共享资源阅览影像